# Pinus nelsonii
Pinus nelsonii е вид растение от семейство Борови (Pinaceae). Видът е световно застрашен, със статут Уязвим.

## Разпространение
Разпространен е в Мексико.